# Koning Lou
Koning Lou is een Vlaamse jeugdreeks die sinds oktober 2013 uitgezonden wordt op vtmKzoom. De opnames gebeuren als een theaterstuk, met een publiek van kinderen en hun ouders. Lieven Rossignol is de bedenker van 'Koning Lou'. Kevin Bellemans, die ook Koning Lou speelt, schreef mee aan de scenario's van de tv-reeks.

## Verhaal
De reeks volgt de avonturen van de gekke Koning Lou, zijn trouwe raadgever Dréke (André de Patati de Patata) en de troubadour Stakke de Pompadour. Elke aflevering speelt zich af in en rond het "Kasteel van de Ridders van het Warme Hart", gelegen in het fictieve Koninkrijk "Spatzelbrüdenbotsenknotskes". De bewoners van het kasteel bekijken elke aflevering ook hun lievelingsprogramma: 'Gunter en Jurgen' die elkaar de flauwste moppen vertellen. Ondertussen werden er drie reeksen opgenomen, goed voor in totaal 28 afleveringen.

## Rolverdeling
- Kevin Bellemans als Koning Lou
- Alain Rinckhout als Dréke
- Bert Huysentruyt als Stakke
- gastacteurs waren o.a. Maaike Cafmeyer, Evelien Bosmans, Dominique Van Malder, Steve Geerts, Bert Haelvoet, Sachli Gholamalizad, Marianne Devriese, e.a.

## Theatervoorstelling
De figuur van Koning Lou ontstond in 2009 en werd bedacht door tv-maker en regisseur Lieven Rossignol naar aanleiding van "Het grote winterprobleem", een muzikale voorstelling in samenwerking met het Leuvens Alumni Orkest (LAO) Deze voorstellingen werden succesvol gespeeld en hernomen in Leuven en het NTGent  De voorstelling werd ook in Nederland gespeeld, samen met het Euregio Jeugd Orkest. In het voorjaar van 2015 kwam een nieuwe voorstelling in samenwerking met het LAO in de zalen: "Het gebroken zwaard". Het derde en laatste deel van de 'Koning Lou-theatertrilogie', "De steen der wijzen", staat in 2019 op het programma.